# NGC 4753
NGC 4753 este o galaxie lenticulară situată în constelația Fecioara. A fost descoperită în 22 februarie 1784 de către William Herschel. Se află la o distanță de 24,1 de megaparseci de Pământ.